# Hans Brandt (Journalist)
Hans Brandt (* 19. Februar 1928 in Stettin; † 23. Mai 2018) war ein deutscher Journalist in der DDR. Er war von 1971 bis 1989 Chefredakteur der Schweriner Volkszeitung (SVZ).

## Leben
Brandt, Sohn eines kaufmännischen Angestellten, wurde nach der Volks- und Handelsschule 1944 als Luftwaffenhelfer eingezogen und kämpfte im Zweiten Weltkrieg. Im April 1945 geriet er in US-amerikanische Kriegsgefangenschaft, aus der er im Dezember desselben Jahres entlassen wurde.
Bis Oktober 1946 arbeitete Brandt auf dem Neubauernhof seiner Eltern in Mustin und wurde 1946 SED-Mitglied. Bis 1947 war er Telefonist bei der SED-Landesleitung Mecklenburg in Schwerin und von 1948 bis 1950 Instrukteur des SED-Landesverbandes. 1951 wurde er Abteilungsleiter bei der SED-Kreisleitung in Schwerin.
Von Januar bis März 1952 war Brandt Betriebsassistent bei der Deutschen Notenbank in Schwerin und dann bis Juli 1952 Sekretär der SED-Betriebsparteiorganisation beim Landessender Schwerin. Ab 1952 war Brandt Redakteur bei der Schweriner Volkszeitung (SVZ), die in der DDR das Bezirksorgan der SED für den Bezirk Schwerin war.
Bis 1960 absolvierte Brandt ein Fernstudium an der Fakultät für Journalistik an der Karl-Marx-Universität Leipzig und wurde Diplom-Journalist. Von 1961 bis 1968 und von 1969 bis 1971 war er stellvertretender Chefredakteur der SVZ. 1969 schloss Brandt ein weiteres Studium an der Parteihochschule Karl Marx der SED ab und wurde am 16. März 1971, als Nachfolger von Ernst Parchmann, Chefredakteur der SVZ.
Von Mai 1971 bis 1989 war Brandt Mitglied der SED-Bezirksleitung Schwerin und von 1972 bis 1989 Vorsitzender des Bezirksverbandes Schwerin und Mitglied der Zentralvorstandes des Verbandes der Journalisten der DDR (VDJ). Nach der Wende in der DDR 1989 verlor Brandt alle Funktionen.
Hans Brandt war Mitglied der Gesellschaft zum Schutz von Bürgerrecht und Menschenwürde (GBM) und lebte zuletzt in Banzkow.
Hans Brandt verstarb im Alter von 90 Jahren.

## Auszeichnungen
- 1973 Vaterländischer Verdienstorden in Bronze
- 1978 Orden Banner der Arbeit Stufe I[3]
- 1988 Journalistenpreis des VDJ[4]